# Romano Gandolfi
Romano Gandolfi (Medesano, 5 maggio 1934 – Medesano, 18 febbraio 2006) è stato un direttore di coro e direttore d'orchestra italiano.

## Biografia
Nasce a Medesano, paese in provincia di Parma, da una famiglia di umili origini.
Si diploma a pieni voti in composizione presso il conservatorio di Parma. La sua prima scrittura lo porta nella vicina Salsomaggiore Terme come maestro sostituto in una produzione di La traviata di Giuseppe Verdi. Protagonista era un giovane e allora sconosciuto soprano, Maria Callas. Segue una costante collaborazione con il Teatro Regio di Parma. Nel 1961 accadde un episodio alquanto contestato, si rese protagonista di una furibonda lite con il tenore Franco Corelli. Le versioni dei due protagonisti sono alquanto discordanti: Romano Gandolfi asseriva che Corelli lo avrebbe assalito perché aveva dichiarato a un giornale di preferire, nel ruolo di Manrico ne Il trovatore, Carlo Bergonzi. Corelli invece sosteneva che, in qualità di maestro di palcoscenico, aveva fatto chiudere il sipario mentre il cantante stava sostenendo l'acuto finale della cabaletta "Di quella pira", al Regio di Parma. La registrazione della recita sembra smentire la tesi di Corelli a favore di quella di Gandolfi.
Dal 1968 al 1970 divenne direttore del coro del Teatro Colón di Buenos Aires, città che lasciò per assumere, nel 1971, la prestigiosissima carica di Maestro del coro del Teatro alla Scala di Milano.
Il segno lasciato da Gandolfi nella conduzione del coro scaligero rimarrà per sempre incancellabile nella storia del massimo teatro italiano. A cominciare dalle storiche edizioni di Simon Boccanegra, dirette da Claudio Abbado e con la regia di Giorgio Strehler, per continuare con Aida, esportata anche a Monaco di Baviera in occasione delle Olimpiadi del 1972, Il barbiere di Siviglia e La Cenerentola di Rossini, Macbeth, ancora con Abbado e Strehler, Otello diretto da Carlos Kleiber con la regia di Franco Zeffirelli, La forza del destino diretta da Giuseppe Patanè, con la regia di Lamberto Puggelli e le scene di Renato Guttuso, fino al 1982 con un Ernani diretto da Riccardo Muti, dove il coro fu il trionfatore assoluto della serata. Nel 1983 lascia la direzione del coro del Teatro alla Scala.
Nel marzo del 1980 dirige L'elisir d'amore al Teatro Petruzzelli di Bari con Carlo Bergonzi e Mariella Devia.
Dal 1984 al 1992 è stato consulente artistico e direttore del coro del Gran Teatre del Liceu di Barcellona, dove ha diretto molti capolavori operistici di fine Ottocento e concerti sinfonico-corali. Dal 1983 al 1988 collaborerà regolarmente anche col Teatro Regio di Parma.
Ha collaborato con Herbert von Karajan, Leonard Bernstein, Gianandrea Gavazzeni, Tullio Serafin, James Levine, Zubin Mehta, Georges Prêtre, Carlo Maria Giulini, Claudio Abbado, Riccardo Muti, Riccardo Chailly, Pierre Boulez, Carlos Kleiber.
Si è alternato alla direzione corale la direzione d'orchestra e in questa veste si è esibito alla Scala di Milano, al San Carlo di Napoli, all'Opera di Roma, al Regio di Parma, al Comunale di Bologna, al Verdi di Trieste, alla Zarzuela e al Teatro Real di Madrid, al Colón di Buenos Aires, al Municipal di Rio de Janeiro; ha diretto inoltre a Parigi, Berlino e nel resto dell'Europa, oltre che negli Stati Uniti d'America.
Nel 1998 è stato invitato al Metropolitan di New York per la preparazione corale di Moses und Aron di Schonberg. Nel 2001 è tornato a collaborare con Claudio Abbado per Simon Boccanegra a Parma con il Coro Sinfonico di Milano Giuseppe Verdi.
Nel settembre 1998 ha fondato il Coro Sinfonico di Milano Giuseppe Verdi: un complesso vocale di circa 100 elementi che partecipa stabilmente alla programmazione della stagione dell'Orchestra Sinfonica di Milano Giuseppe Verdi.
È apparso l'ultima volta sul podio dell'Orchestra Sinfonica e del Coro Sinfonico di Milano Giuseppe Verdi nella Missa in Do minore di Wolfgang Amadeus Mozart, il 19, 20 e 22 gennaio 2006, all'Auditorium di Milano.
Sofferente di cuore e minato dal diabete, ha cessato di vivere improvvisamente il 18 febbraio 2006, nella sua casa di Medesano.